# Rufino Casado
Rufino Casado fue un pintor y litógrafo español del siglo XIX.

## Biografía

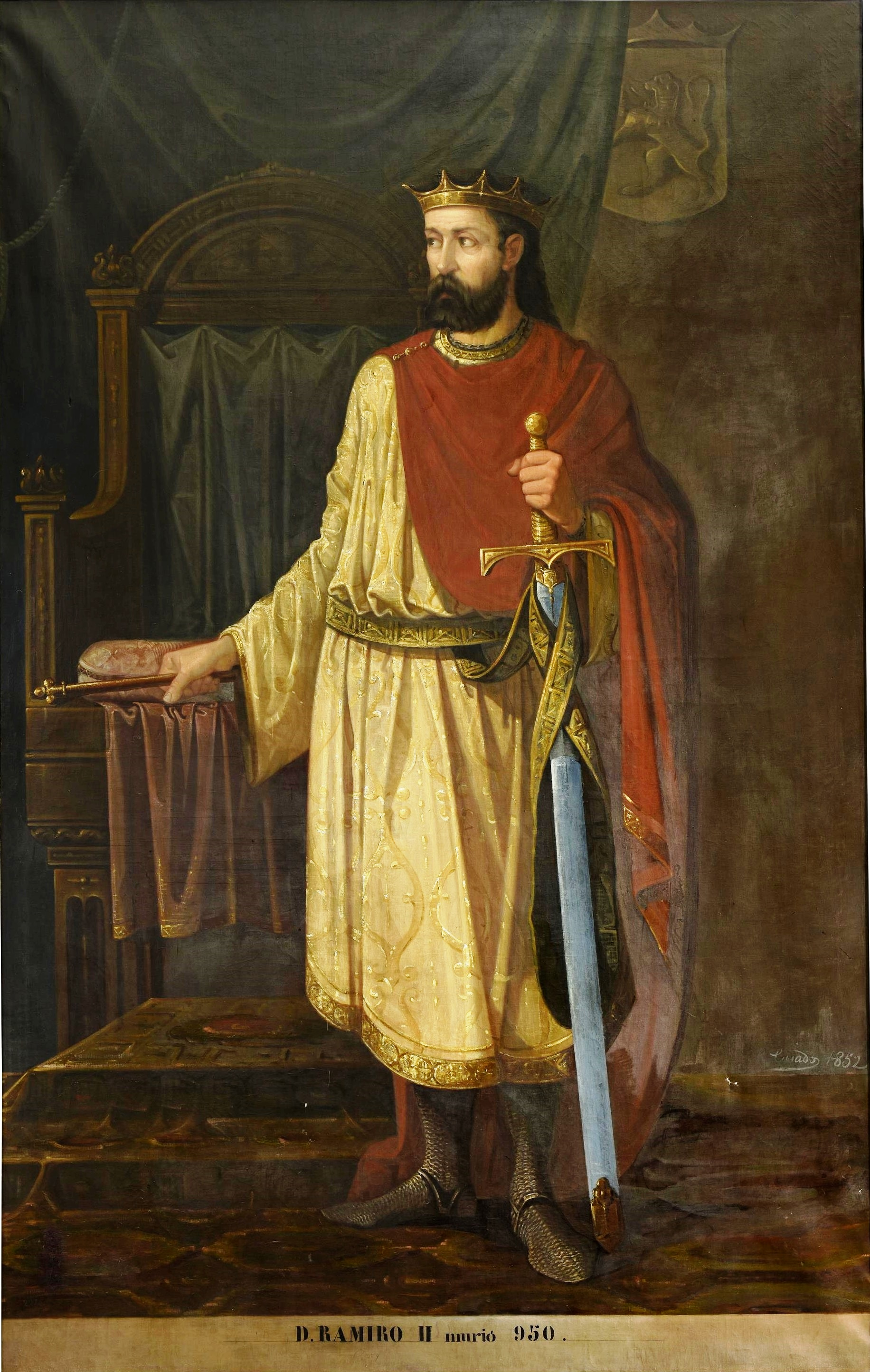
Retrato de Ramiro II de León (1852), óleo sobre tela. Madrid, Museo del Prado

Pintor cuyos primeros trabajos al óleo se empezaron a ver en las exposiciones públicas celebradas por la Academia de San Fernando por los años de 1850. Fueron de su mano los retratos de los reyes Wamba, Bermudo III, y Ramiro II, pertenecientes a la serie cronológica existente en el Museo del Prado.
Dedicado posteriormente a la litografía, ilustró numerosas obras como Blason de España, Historia del Escorial, Estado mayor del ejército español, Iconografía española de Valentín Carderera y La Italia del siglo XIX, así como los retratos de gran tamaño de los reyes, el del papa Pío IX para la biografía escrita por Veuillot, el del general Garibaldi y una reproducción del cuadro de los Comuneros de Antonio Gisbert, entre otras.